# Schloss Matzdorf (Niederschlesien)

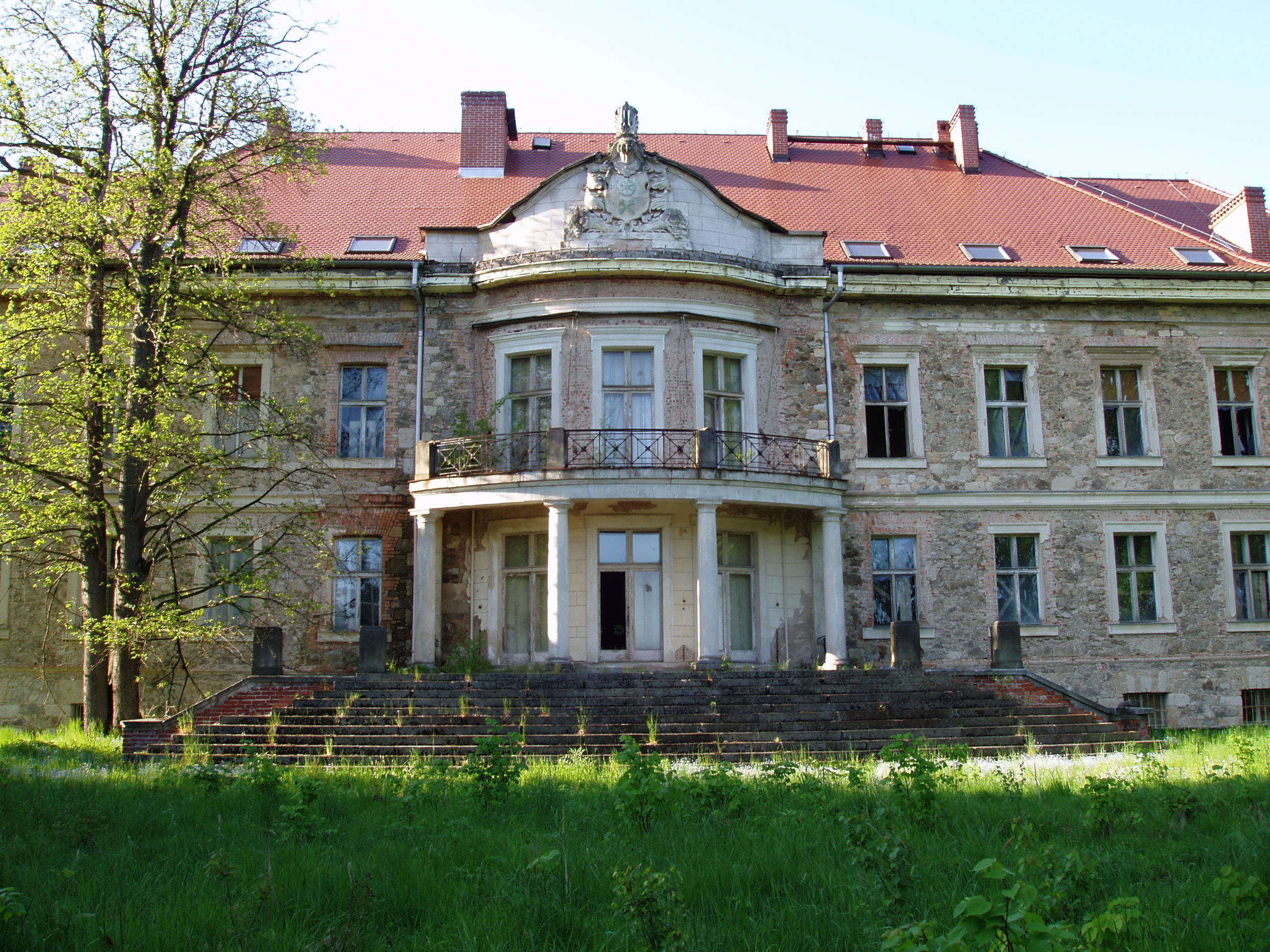
Schloss Matzdorf

Das Schloss Matzdorf (polnisch Pałac w Maciejowcu) befindet sich in Maciejowiec in der Landgemeinde Lubomierz (Liebenthal) in der Woiwodschaft Niederschlesien in Polen.

## Geschichte
Das  Schloss wurde im Auftrag von Johann Dolan zwischen 1834 und 1838 im Stil des Klassizismus errichtet. Nach den Besitzern Maximilian von Lüttichau und Anton L’Estocq erwarb 1913 Emma von Kramsta das Schloss und ließ es um zwei Seitenflügel erweitern. Nach Deportation ihres Sohnes in das KZ Auschwitz-Birkenau beschlagnahmte der NS-Staat das Schloss. Danach wurde es zunächst als Lazarett, dann als Residenz des japanischen Botschafters Ōshima Hiroshi genutzt.
Der große Landschaftsgarten, der das Schloss umgibt und der nach Süden in Terrassen ins Bobertal abfällt, wurde 1835 bis 1838 nach Entwurf des Gartenarchitekten Eduard Petzold durch den Muskauer Garteninspektor Rehder angelegt. Im Mausoleum wurde 1942 Renata Kracker von Schwarzenfeld (* 1913), Gattin des Hitler-Attentäters Rudolf-Christoph von Gersdorff bestattet.
Als Folge des Zweiten Weltkriegs fiel Matzdorf zusammen mit dem größten Teil Schlesiens 1945 an Polen. Nachfolgend wurde das Schloss Matzdorf/Maciejów zeitweise von der Wirtschaftsuniversität Breslau genutzt. Am Rand des Wiese vor dem Schloss fallen heute noch besondere Gehölze, u. a. eine Zerreiche, eine Blutbuche und ein Tulpenbaum auf.